# Стаховщина
Стахо́вщина (бел. Стахоўшчына) — деревня в составе Черноборского сельсовета Быховского района Могилёвской области Республики Беларусь.
Стаховщина находится на правом берегу реки Грезы, к югу от пересечения дорог Р93 и Р120, в 1,5 км от автодороги Р93.
Деревня загрязнена в результате аварии на Чернобыльской АЭС: плотность загрязнения почвы цезием-137 5-10 Ки/км² (соответствует зоне с правом на отселение).

## Население
- 2010 год — 26 человек.